# Municipio de Statesville
El municipio de Statesville (en inglés: Statesville Township) es un municipio ubicado en el  condado de Iredell en el estado estadounidense de Carolina del Norte. En el año 2010 tenía una población de 26.460 habitantes.

## Geografía
El municipio de Statesville se encuentra ubicado en las coordenadas 35°36′18.49″N 80°54′29″O / 35.6051361, -80.90806.